# Stresemannia
Stresemannia is een geslacht van zangvogels uit de familie honingeters (Meliphagidae). Dit geslacht is genoemd naar de Duitse ornitholoog Erwin Stresemann.

## Soorten
Het geslacht kent de volgende soort:
- Stresemannia bougainvillei – Bougainvillehoningeter